# Madina (Gegharkunik)
Pour les articles homonymes, voir Madina.
Madina (en arménien Մադինա) est une communauté rurale du marz de Gegharkunik, en Arménie. Fondée en 1922, elle compte 1 223 habitants en 2008.